# Кукай (приток Язьвы)
Кукай, Восточная Кукайка — река в России, протекает по Соликамскому и Красновишерскому районам Пермского края. Устье реки находится в 112 км от устья Язьвы по левому берегу. Длина реки составляет 11 км.
Исток реки находится на отрогах Северного Урала в 6 км к юго-востоку от посёлка Красный Берег. Течёт на северо-запад, всё течение реки проходит по ненаселённой местности. Приток — Восточная Кукайка (правый). Впадает в Язьву выше посёлка Красный Берег.

## Данные водного реестра
По данным государственного водного реестра России относится к Камскому бассейновому округу, водохозяйственный участок реки — Кама от водомерного поста у села Бондюг до города Березники, речной подбассейн реки — бассейны притоков Камы до впадения Белой. Речной бассейн реки — Кама.
Код объекта в государственном водном реестре — 10010100212111100005188.